# (500440) 2012 TA168
(500440) 2012 TA168 es un asteroide perteneciente al cinturón de asteroides, descubierto el 8 de octubre de 2012 por el equipo del Pan-STARRS desde el Observatorio de Haleakala, Hawái, Estados Unidos.

## Designación y nombre
Designado provisionalmente como 2012 TA168.

## Características orbitales
2012 TA168 está situado a una distancia media del Sol de 2,993 ua, pudiendo alejarse hasta 3,166 ua y acercarse hasta 2,819 ua. Su excentricidad es 0,057 y la inclinación orbital 8,452 grados. Emplea 1891,29 días en completar una órbita alrededor del Sol.

## Características físicas
La magnitud absoluta de 2012 TA168 es 16,3.